# Juka Jabang
Juka Fatou Jabang (geb. in Bathurst, heute Banjul) ist eine gambische Verwaltungswissenschaftlerin, Managerin, Autorin und Lyrikerin.

## Leben
Jabang besuchte den St. Joseph’s Kindergarten und die St. Joseph’s Preparatory School. Durch ein Stipendium der Regierung konnte sie die St. Joseph’s Secondary School (heute St. Joseph’s High School) besuchen. Die Prüfungen des General Certificate of Education schloss sie mit sehr guten Ergebnissen ab.
Sie heiratete den Politiker Lamin Kitty Jabang, der langjähriger gambischer Außenminister war, und mit dem sie vier Kinder hat.
Anfang der 1970er Jahre studierte sie in Sierra Leone am Fourah Bay College bzw. an der University of Sierra Leone in Freetown, der ältesten Universität Schwarzafrikas. Sie erlangte einen Bachelor in Englisch und einen Doctor of Public Administration. Sie arbeitete mehrere Jahre als Lehrerin an ihrer ehemaligen Schule, der St. Joseph’s High School, ehe sie eine Stelle im gambischen Finanzministerium übernahm. Ihr Eintritt in den öffentlichen Dienst erfolgte im September 1976.
Jabang war von 1992 bis 2007 Generaldirektorin (Director General) des Management Development Institute. Ihr folgte im September 2007 Alieu Jarju im Amt.
Von 2007 bis 2010 war sie Beraterin des geschäftsführenden Direktors (Advisor to the Executive Director) der Afrikanischen Entwicklungsbank in Tunis mit Zuständigkeit für Gambia, Sierra Leone und Liberia.
Mindestens von 2013 bis 2018 war sie Geschäftsführerin der West African Education Foundation.

## Ämter und weiteres Engagement
2001 war sie Vorsitzende der African Association for Public Administration (AAPAM).
Im Jahr 2004 gehörte sie dem Vorstand des International Research and Training Institute for the Advancement of Women an.
Um 2006 war sie Vorstandsmitglied der auf den damaligen Präsidenten Yahya Jammeh zurückgehenden Stiftung Jammeh Foundation for Peace (JFP). 2006 erhielt sie von Jammeh den Order of the Republic of The Gambia in der Stufe Officer.
2007 war sie im Vorstand des Gambia National Olympic Committee (GNOC).
Um 2011 war sie Vorsitzende des Education For All Campaign Network (EFANet). Zudem war sie 2016/2017 im Vorstand der Verbraucherschutzorganisation Consumer Protection of The Gambia und leitete 2018 den Gambia Transition Brain Trust (GTBT).

## Schriftstellerische Tätigkeit
Jabang begann schon Anfang der 1970er Jahre mit dem Schreiben. Sie veröffentlichte Texte im damaligen gambischen Literaturmagazin Ndaanan.
Ab 2000 veröffentlichte sie mehrere Werke. Die Anthologie The Repeal and other poems wurde von Hassoum Ceesay als die bedeutendste gambische feministische Veröffentlichung seit Rebellion (Augusta Jawara, 1968) bezeichnet.

## Werke
- Women in top management in The Gambia: balancing work and home. Gender and Management Unit, Management Development Institute, Kanifing, The Gambia 2000 (englisch).
- The repeal: and other poems. Fulladu Publishers, Fajara, The Gambia 2005 (englisch).
- The phoenix: a collection of poems. Fulladu Publishers, Kanifing, The Gambia 2012, ISBN 978-9983-955-56-9 (englisch).